# Nørre Dalby
Nørre Dalby er en lille by på Østsjælland med 552 indbyggere  (2024). Nørre Dalby er beliggende i Nørre Dalby Sogn tre kilometer sydøst for Borup, seks kilometer nord for Bjæverskov og 14 kilometer vest for Køge. Byen tilhører Køge Kommune og er beliggende i Region Sjælland.
Nørre Dalby Kirke ligger i byen.